# Gong Yoo
Gong Yoo (공유?, 孔劉?, Gong YuLR, Kong YuMR), pseudonimo di Gong Ji-chul (공지철?, 孔地哲?, Gong Ji-cheolLR, Kong Chi-ch'ŏlMR; Busan, 10 luglio 1979), è un attore sudcoreano.
È noto per le interpretazioni nei serial televisivi Coffee prince 1hojeom, Sseulsseulhago challanhasin - Dokkaebi, Squid Game, The Silent Sea e nei film Dogani, L'impero delle ombre, e Train to Busan.

## Carriera
Gong Yoo è nato a Busan ed è laureato in teatro all'Università Kyung Hee. Debutta con il nome d'arte Gong Yoo a ventun anni come video jockey per Mnet nel 2000, mentre nel 2001 recita nel serial televisivo Hakgyo 4. Successivamente, Gong ricopre diversi ruoli di supporto in film drammatici e presenta il programma musicale Music Camp nel 2004.
Gong inizia a essere conosciuto a partire dal 2005 quando ottiene il suo primo ruolo da protagonista nel drama Geonbbang seonsaeng-gwa byeolsatang della SBS, che lo vede a fianco di Gong Hyo-jin. La popolarità dell'attore cresce ulteriormente due anni dopo grazie al serial romantico della MBC Coffee prince 1hojeom, il cui successo contribuisce a renderlo uno dei volti dell'hallyu.
Il 14 gennaio 2008 inizia il servizio militare di leva, che conclude l'8 dicembre 2009. Fa il ritorno sulle scene con la commedia romantica Kim Jong-uk chatgi, pellicola di medio successo al botteghino in Corea. Avvia e continua la produzione di un adattamento teatrale del romanzo Dogani di Gong Ji-young, regalo della scrittrice per le attività di pubbliche relazioni svolta durante la leva. Dopo l'uscita il 22 settembre 2011, il film suscita l'indignazione pubblica e porta alla riapertura delle indagini sugli incidenti su cui si basano il romanzo ed il film. La richiesta pubblica di riforma legislativa raggiunge l'Assemblea nazionale, dove una legge contro i crimini sessuali contro minori e disabili, soprannominata "legge Dogani", viene approvata alla fine di ottobre 2011.
Gong Yoo recita poi al fianco di Lee Min-jung nella serie commedia romantica Big scritta dalle sorelle Hong. Sebbene il drama venga inizialmente ben accolto, in seguito viene pesantemente criticato per il finale.
Nel 2013 torna sul grande schermo dopo una pausa di due anni nel film Yong-uija. A novembre viene nominato rappresentante speciale del Fondo delle Nazioni Unite per l'infanzia (UNICEF) in Corea, in concomitanza con la celebrazione del 24º anno dell'adozione della Convenzione internazionale sui diritti dell'infanzia (CRC). Dopo la nomina, visita paesi in tutto il mondo per sensibilizzare la situazione dei bambini nei paesi sottosviluppati. Il 7 luglio 2014, Gong Yoo viene nominato ambasciatore del National Tax Service, prendendo parte a campagne che incoraggiavano il pagamento di imposte oneste.
Nel 2016 Gong registra nuovi picchi nella carriera grazie a diversi successi consecutivi, prima con il melodramma Namgwa yeo, poi con l'horror Train to Busan, che supera 11 milioni di spettatori in Corea del Sud, e infine con L'impero delle ombre, che supera i 6 milioni di spettatori in due settimane. A dicembre torna alla televisione nel serial drammatico fantasy Sseulsseulhago challanhasin - Dokkaebi di Kim Eun-sook, interpretando il dokkaebi del titolo. Il drama è un grande successo e Gong vince il premio come miglior attore ai Baeksang Arts Award.
Nel 2021 raggiunge il successo internazionale grazie alla serie tv record Squid Game dove interpreta il ruolo "dell'assoldatore" ai giochi (notissima la scena del gioco del Ddakji). Tra il 2024 e il 2025 ritorna a ricoprire nella seconda stagione della serie il ruolo interpretato in quella iniziale.

## Filmografia

### Cinema
- Donggapnaegi gwa-oehagi (동갑내기 과외하기), regia di Kim Kyeong-hyeong (2003)
- Geunyeoreul moreumyeon gancheop (그녀를 모르면 간첩), regia di Park Han-jun (2004)
- Superstar Gam Sa-yong (슈퍼스타 감사용), regia di Jong-hyun Kim e Kim Jong-hyun (2004)
- S Diary (에스 다이어리), regia di Kwon Jong-kwan (2004)
- Jambokgeunmu (잠복근무), regia di Park Kwang-chun (2005)
- Like a Dragon (Ryū ga gotoku: Gekijōban; 龍が如く 劇場版), regia di Takashi Miike (2007)
- Kim Jong-wook chatgi (김종욱 찾기), regia di Jang Yoo-jeong (2010)
- Dogani (도가니), regia di Hwang Dong-hyuk (2011)
- Yong-uija (용의자), regia di Won Shin-yun (2013)
- Namgwa yeo (남과 여), regia di Lee Yoon-ki (2016)
- Train to Busan (Busanhaeng; 부산행), regia di Yeon Sang-ho (2016)
- L'impero delle ombre (Miljeong, 밀정), regia di Kim Ji-woon (2016)
- 82nyeonsaeng Kimjiyoung (82년생 김지영), regia di Kim Do-young (2019)
- The Clone - Chiave per l'immortalità (서복?, Seo BokLR), regia di Lee Yong-ju (2021)

### Televisione
- Hakgyo (학교 4) – serie TV (2001)
- Geonppang seonsaeng-gwa byeolsatang (건빵선생과 별사탕) – serie TV (2005)
- Eoneu meotjin nal (어느 멋진 날) – serie TV (2006)
- Coffee prince 1hojeom (커피프린스 1호점) – serie TV (2007)
- Big (빅) – serie TV (2012)
- Yeon-aejojakdan Cyrano (연애조작단; 시라노) – serie TV (2013)
- Sseulsseulhago challanhasin - Dokkaebi (쓸쓸하고 찬란하神 – 도깨비) – serie TV (2016-2017)
- Squid Game (오징어 게임) – serie TV, 3 episodi (2021-2024)
- The Silent Sea (고요의 바다?) – serie TV, 8 episodi (2021-in corso)
- La valigia (트렁크?) – serie TV, 8 episodi (2024)

## Videografia
- 2014 – How I Am - Kim Dong-ryool[29]

## Discografia

### Colonne sonore
- 2012 – Big: Original Sound Track

## Doppiatori italiani
Nelle versioni in italiano nelle opere in cui ha recitato, Gong Yoo è stato doppiato da:
- Andrea Beltramo in Train to Busan
- Federico Di Pofi ne L'impero delle ombre
- Daniele Di Matteo in Squid Game
- Alessandro Germano in The Clone - Chiave per l'immortalità